# Sarcophaga demeilloni
Sarcophaga demeilloni är en tvåvingeart som beskrevs av Zumpt 1950. Sarcophaga demeilloni ingår i släktet Sarcophaga och familjen köttflugor. Inga underarter finns listade i Catalogue of Life.